# Красна (деревня, Васлуй)
Красна (рум. Crasna)— деревня, расположенная в жудеце Васлуй в Румынии. Входит в состав коммуны Албешти.

## География
Деревня расположена в 267 км к северо-востоку от Бухареста, 16 км к юго-востоку от Васлуя, 74 км к югу от Ясс, 121 км к северу от Галаца.

## Население
По данным переписи населения 2002 года в селе проживали 529 человек.

### Национальный состав
| Национальность | Кол-во человек | Процент |
| -------------- | -------------- | ------- |
| Румыны         | 529            | 100 %   |

### Родной язык
| Язык      | Кол-во человек | Процент |
| --------- | -------------- | ------- |
| Румынский | 529            | 100 %   |